# Патріція Ніл
Петсі Луїза Ніл, відома як Патріція Ніл (англ. Patricia Neal; 20 січня 1926 — 8 серпня 2010) — американська акторка.

## Біографія
Петсі Луїза Ніл народилася в Теннесі. У юності перебралася до Нью-Йорка, де дебютувала на Бродвеї. У 1946 році за одну з перших своїх бродвейських ролей була удостоєна премії «Тоні», на першій церемонії вручення цієї нагороди.
У 1949 році на зйомках фільму «The Fountainhead» закохалася в голлівудського актора Гері Купера, старшого за неї на чверть століття. Після того, як дружина Купера заявила офіційний протест, а його дочка на публіці плюнула в Патріцію, її зв'язок з кумиром мільйонів став надбанням журналістів. Під впливом громадської думки Ніл змушена була розлучитися з Купером і зробити аборт.
Згодом одружилася з англійським письменником Роальдом Далом та народила п'ятьох дітей. У 1965 році вагітною впала у тритижневу і протягом кількох місяців була паралізована. Переборовши хворобу, повернулася в кіно і в 1968 році номінована на «Оскар».
У 1981 році англійська акторка Гленда Джексон зіграла Ніл в біографічному телефільмі «Історія Патриції Ніл».
Патріція Ніл померла 8 серпня 2010 від раку легенів.

## Фільмографія
| Рік  |   | Українська назва             | Оригінальна назва              | Роль           |
| ---- | - | ---------------------------- | ------------------------------ | -------------- |
| 1949 | ф | Це велике почуття            | It's a Great Feeling           | камео          |
| 1951 | ф | День, коли Земля зупинилась  | The Day The Earth Stood Still  | Хелен Бенсон   |
| 1961 | ф | Сніданок у Тіффані           | Breakfast at Tiffany's         | Емілі Юстес    |
| 1979 | ф | Перехід                      | The Passage                    | Аріель Бергсон |
| 1979 | ф | На західному фронті без змін | All Quiet on the Western Front | мати Пауля     |